# Рајнбах
Рајнбах (њем. Rheinbach) град је у њемачкој савезној држави Северна Рајна-Вестфалија. Једно је од 19 општинских средишта округа Рајн-Зиг. Према процјени из 2010. у граду је живјело 26.924 становника. Посједује регионалну шифру (AGS) 5382048, NUTS (DEA2C) и LOCODE (DE RHH) код.

## Географски и демографски подаци
Рајнбах се налази у савезној држави Северна Рајна-Вестфалија у округу Рајн-Зиг. Град се налази на надморској висини од 173 метра. Површина општине износи 69,7 km². У самом граду је, према процјени из 2010. године, живјело 26.924 становника. Просјечна густина становништва износи 386 становника/km².

## Међународна сарадња
| Мјесто    | Држава               | Врста сарадње | Од    |
| --------- | -------------------- | ------------- | ----- |
|           | Чешка                | партнерство   | 2002. |
| Севеноукс | Уједињено Краљевство | партнерство   | 2000. |
|           | Француска            | партнерство   | 1969. |
| Дајнзе    | Белгија              | партнерство   | 1981. |
| Извор     |                      |               |       |